# Le Grand-Lemps
Le Grand-Lemps település Franciaországban, Isère megyében. Lakosainak száma 3093 fő (2022. január 1.). Le Grand-Lemps Sillans, Bévenais, Châbons, Colombe, Izeaux és Longechenal községekkel határos.

## Népesség
A település népességének változása:
| Lakosok száma | 1726 | 2164 | 2364 | 2802 | 3051 | 3082 | 3094 | 3079 | 3084 | 3093 |
|               | 1968 | 1982 | 1990 | 2006 | 2013 | 2015 | 2017 | 2019 | 2020 | 2022 |